# Hîrtop, Telenești
Hîrtop  este un sat din componența comunei Pistruieni în raionul Telenești, Republica Moldova.